# کوربینیان برادمن
کوربینیان برادمن (انگلیسی: Korbinian Brodmann) زادهٔ ۱۷ نوامبر ۱۸۶۸م، در هوهنفلس و مرگ به تاریخ ۲۲ اوت ۲۹۱۸م، در مونیخ، یک پزشک و پژوهشگر مغز و اعصاب آلمانی بود. وی به دنبال مشاهدات میکروسکپی از ساختار سلول‌های دستگاه مرکزی اعصاب، موفق به تشخیص و تعریف ۵۲ ناحیه مجزا در قشر مغز انسان شد که بر اساس نام خود وی، به «نواحی برادمن» معروف گشت.

## پیشینه
کوربینیان برادمن در جنوب غربی آلمان به دنیا آمد و در مونیخ، وورتسبورگ، برلین و فرایبورگ مقدمات تحصیل را پشت سر گذاشت و درسال ۱۸۹۵م، اولین مدرک کارشناسی خود در رشته پزشکی را به دست آورد. سپس به سوئیس سفر کرد و در دانشگاه لوزان مشغول ادامه تحصیل شد و پس از بازگشت به آلمان، مدتی در درمانگاه وابسته به دانشگاه مونیخ به کارآموزی پرداخت و پس از تنظیم پایان‌نامه خود در مورد ورم مزمن اپاندیم در سال ۱۸۹۸م، از دانشگاه لایپزیگ، موفق به دریافت مدرک دکترا در رشته پزشکی شد. همچنین وی از سال ۱۹۰۰ تا ۱۹۰۱م، ضمن کار در بیمارستان روانی دانشگاه ینا با لودویگ بینزوانگر از نزدیک آشنا شد و تحت تأثیر این آشنایی به ادامه مطالعات پایه در علوم اعصاب علاقمند گشت و در سال ۱۹۰۱م، در مؤسسه خصوصی اسکار فوگت و همسرش «سیسیل» و سپس از سال ۱۹۰۲م، در آزمایشگاه علوم اعصاب دانشگاه برلین، مشغول کار شد و در سال ۱۹۱۵م، به انجمن قیصر ویلهلم پیوست.
کوربینیان برادمن در سال ۱۹۰۹م، اولین نتایج مطالعات خود روی قشر مغز انسان را منتشر کرد. این مطالعات شامل تهیه نقشه ای از سطح خارجی مغز و تقسیمات نواحی قشر مغز بود که بعدها به نواحی برادمن معروف شد. پس از تکمیل این مطالعات در برلین، برادمن به دانشگاه توبینگن پیوست و رسماً در سال ۱۹۱۳م، به درجه استادی رسید. همچنین وی از سال۱۹۱۰ تا ۱۹۱۶م، پزشک مسئول  و رئیس بخش تشریح در بیمارستان روانپزشکی دانشگاه بود. سپس به قصد کار در بیمارستان شهرداری در سال ۱۹۱۶م، به هاله نقل مکان کرد. در سال ۱۹۱۸م، دعوت دانشگاه مونیخ برای سرپرستی گروه بافت‌شناسی در مرکز پژوهش روانپزشکی وابسته به آن دانشگاه را پذیرفت. 
کوربینیان برادمن در ۲۲ اوت سال ۱۹۱۸م، در حالی که هنوز به ۵۰ سالگی نرسیده بود در اثر عفونت عمومی و به دنبال ابتلا به ذات الریه در شهر مونیخ از دنیا رفت.